# Ray Lovelock
Raymond Lovelock detto Ray (Roma, 19 giugno 1950 – Trevi, 10 novembre 2017) è stato un attore e cantante italiano.
Ha svolto la carriera di cantante per un breve periodo della sua vita (circa tre anni), pur continuando la professione di attore che in seguito diventerà l'unica della sua carriera, brillantemente sviluppatasi sino al teatro a partire dalla seconda metà degli anni 2000.

## Biografia
Nato a Roma, il nome e cognome stranieri sono dovuti alla nazionalità inglese del padre. Nel 1967, al diciassettenne Raymond Lovelock, aspirante attore che aveva già lavorato come comparsa e attore di fotoromanzi, viene affidata la prima vera parte nel film western Se sei vivo spara, con Tomas Milian. Per il primo lavoro importante deve attendere l'anno successivo, il 1968, quando viene scritturato per Plagio di Sergio Capogna, presentato al Festival di Cannes, e poi Banditi a Milano, diretto da Carlo Lizzani: in questo film, Lovelock interpreta Donato Lopez, il minorenne della banda che terrorizza la città. Nello stesso periodo, con il suo vero nome, si dedica all'attività musicale, cantando nel complesso del suo collega Tomas Milian (il Tomas Milian Group, che incide per la CBS), incidendo da solista per la CGD e componendo anche alcune canzoni per le colonne sonore dei film Il delitto del diavolo (1970) e Uomini si nasce poliziotti si muore (1976), con Marc Porel e Adolfo Celi.
Tra i suoi film più famosi, lo statunitense Cassandra Crossing (1976) di George Pan Cosmatos, accanto a Sophia Loren e Richard Harris. È di quel periodo anche il filone poliziesco che lo vede in lungometraggi, come Squadra volante (1974); Milano odia: la polizia non può sparare (1974), con Henry Silva e dove ritrova Milian; Roma violenta (1975), con Maurizio Merli; Pronto ad uccidere (1976) e Uomini si nasce poliziotti si muore (1976). Altri film: La moglie vergine (1975), con Edwige Fenech; Avere vent'anni (1978), con Gloria Guida e Lilli Carati con la quale lavora anche in L'avvocato della mala (1977), con Mel Ferrer. Al 1980 risale il suo primo lavoro televisivo: La casa rossa, diretto da Luigi Perelli. Da allora, seguono sceneggiati per il piccolo schermo, quali L'amante dell'Orsa Maggiore (1982); I due prigionieri (1984), con Cochi Ponzoni, in cui l'attore è diretto da Anton Giulio Majano. Un anno dopo, è fra i protagonisti della miniserie TV A viso coperto; segue Mino - il piccolo alpino (1986), diretto come il precedente da Gianfranco Albano. Seguono poi Solo (1989); Uomo contro uomo (1989) e La piovra 5 - il cuore del problema (1990), in cui interpreta un agente americano nella prima puntata ambientata a New York.
Altri lavori in TV: Un bambino in fuga tre anni dopo (1991); Il coraggio di Anna (1992); Delitti privati (1993); Mamma per caso (1997), al fianco di Raffaella Carrà, storia di due giornalisti legati sentimentalmente, diretta da Sergio Martino. In quello stesso anno, è anche nei film TV Dove comincia il sole e A due passi dal cielo, quest'ultimo, diretto ancora da Sergio Martino, sulla difficile realtà delle adozioni. Nel 1998 è in Primo cittadino e, nel 1999 in Villa Ada di Pier Francesco Pingitore e, nella prima serie di Commesse, nel ruolo dell'amante di Nancy Brilli. Nel 1999-2000 prende parte al telefilm Turbo e nel 2000-2001 alla soap opera Ricominciare.
Nel 2001 è la volta di Giulia e Marco, inviati speciali, con Barbara De Rossi. Nello stesso anno entra in Incantesimo (quarta, quinta e sesta stagione) in cui interpreta l'ex marito di Giovanna (Paola Pitagora) e nel 2004 appare in un episodio della quarta stagione di Don Matteo. Dal 2005 al 2010 è Attilio Pensiero in Caterina e le sue figlie, al fianco di Virna Lisi. Pochi i titoli cinematografici successivi al 1980: Murderock - Uccide a passo di danza (1984) di Lucio Fulci, caricatura horror di Flashdance; Mak π 100 (1987) di Antonio Bido e Il fratello minore (2000) di Stefano Gigli.
Muore a Trevi il 10 novembre 2017 all'età di 67 anni a causa di un tumore osseo; il giorno dopo, nel Duomo di Trevi, si è celebrato il funerale.

## Filmografia

### Cinema
- Se sei vivo spara, regia di Giulio Questi (1967)
- Banditi a Milano, regia di Carlo Lizzani (1968)
- I giovani tigri, regia di Antonio Leonviola (1968)
- Sette volte sette, regia di Michele Lupo (1968)
- Plagio, regia di Sergio Capogna (1969)
- Toh, è morta la nonna!, regia di Mario Monicelli (1969)
- L'amica, regia di Alberto Lattuada (1969)
- Il delitto del diavolo, regia di Tonino Cervi (1970)
- Un posto ideale per uccidere, regia di Umberto Lenzi (1971)
- Il violinista sul tetto (Fiddler on the Roof), regia di Norman Jewison (1971)
- Milano odia: la polizia non può sparare, regia di Umberto Lenzi (1974)
- Non si deve profanare il sonno dei morti, regia di Jorge Grau (1974)
- Squadra volante, regia di Stelvio Massi (1974)
- Macchie solari, regia di Armando Crispino (1975)
- La moglie vergine, regia di Franco Martinelli (1975)
- Roma violenta, regia di Franco Martinelli (1975)
- Pronto ad uccidere, regia di Franco Prosperi (1976)
- Uomini si nasce poliziotti si muore, regia di Ruggero Deodato (1976)
- Cassandra Crossing (The Cassandra Crossing), regia di George Pan Cosmatos (1976)
- La vergine, il toro e il capricorno, regia di Luciano Martino (1977)
- L'avvocato della mala, regia di Alberto Marras (1977)
- Il grande attacco, regia di Umberto Lenzi (1978)
- La settima donna, regia di Franco Prosperi (1978)
- L'anello matrimoniale, regia di Mauro Ivaldi (1978)
- Avere vent'anni, regia di Fernando Di Leo (1978)
- Contro 4 bandiere, regia di Umberto Lenzi (1979)
- Scusi lei è normale?, regia di Umberto Lenzi (1979)
- Play Motel, regia di Mario Gariazzo (1979)
- Prima della lunga notte (L'ebreo fascista), regia di Franco Molè (1980)
- Murderock - Uccide a passo di danza, regia di Lucio Fulci (1984)
- Mak π 100, regia di Antonio Bido (1987)
- La vuelta de El Coyote, regia di Mario Camus (1998)
- Il fratello minore, regia di Stefano Gigli (2000)
- Controra, regia di Rossella De Venuto (2014)
- Barbara ed io, regia di Raffaele Esposito (2015)
- My Father Jack, regia di Tonino Zangardi (2016)

### Televisione
- La casa rossa, regia di Luigi Perelli – miniserie TV  (1981)
- Una tranquilla coppia di killer, regia di Gianfranco Albano – miniserie TV (1982)
- L'amante dell'Orsa Maggiore, regia di Anton Giulio Majano – miniserie TV (1983)
- I due prigionieri, regia di Anton Giulio Majano – miniserie TV (1984)
- A viso coperto, regia di Gianfranco Albano – miniserie TV (1985)
- Mino - Il piccolo alpino, regia di Gianfranco Albano – miniserie TV (1986)
- Solo, regia di Sandro Bolchi – miniserie TV (1989)
- Uomo contro uomo, regia di Sergio Sollima – miniserie TV (1989)
- La piovra 5 - Il cuore del problema, regia di Luigi Perelli – miniserie TV (1990)
- Un bambino in fuga - Tre anni dopo, regia di Mario Caiano – miniserie TV (1991)
- La stella del parco, regia di Aldo Lado – miniserie TV (1991)
- Softwar, regia di Michel Lang – film TV (1992)
- Un posto freddo in fondo al cuore, regia di Sauro Scavolini – miniserie TV (1992)
- Il coraggio di Anna, regia di Giorgio Capitani – miniserie TV (1992)
- Moscacieca, regia di Mario Caiano – miniserie TV (1993)
- La ragnatela 2, regia di Alessandro Cane – miniserie TV (1993)
- Delitti privati, regia di Sergio Martino – miniserie TV (1993)
- Intrighi internazionali, regia di Nando Cicero – miniserie TV (1994)
- Vite a termine, regia di Giovanni Soldati – film TV (1995)
- Addio e ritorno, regia di Rodolfo Roberti – film TV (1995)
- Dove comincia il sole – serie TV (1997)
- Primo cittadino, regia di Gianfranco Albano – miniserie TV (1997)
- Mamma per caso, regia di Sergio Martino – miniserie TV (1997)
- A due passi dal cielo, regia di Sergio Martino – film TV (1999)
- Commesse – serie TV (1999-2001)
- Villa Ada, regia di Pier Francesco Pingitore – film TV (1999)
- Turbo – serie TV (1999-2000)
- Ricominciare – serial TV (2000-2001)
- Tequila & Bonetti – serie TV, episodio 1x12 (2000)
- Incantesimo – serial TV (2001-2003)
- Giulia e Marco - Inviati speciali, regia di Francesco Laudadio – miniserie TV (2001)
- Lo zio d'America – serie TV (2002)
- Don Matteo – serie TV, episodio 4x10 (2004)
- Caterina e le sue figlie – serie TV (2005-2010)
- L'ultimo rigore 2, regia di Sergio Martino – miniserie TV (2006)
- Raccontami – serie TV (2006)
- Capri 2 – serie TV (2008)
- Rex – serie TV, episodio 3x08 (2011)
- Un amore e una vendetta, regia di Raffaele Mertes e Daniele Falleri – miniserie TV (2011)
- Mia and Me – serie TV (2011)
- L'onore e il rispetto 3 – serie TV (2012)
- L'allieva – serie TV (2016)

## Teatro
- I ponti di Madison County, ispirato al film omonimo, con Paola Quattrini (2010)[4]

## Doppiatori italiani
- Massimo Turci in Milano odia: la polizia non può sparare, Un posto ideale per uccidere, Il grande attacco, Pronto ad uccidere, Contro 4 bandiere, Avere vent'anni, Play Motel, Scusi lei è normale?, Sette volte sette
- Cesare Barbetti in Roma violenta, Non si deve profanare il sonno dei morti, Uomini si nasce poliziotti si muore
- Romano Malaspina in Se sei vivo spara
- Giacomo Piperno in Toh, è morta la nonna!
- Carlo Sabatini in Il delitto del diavolo
- Roberto Chevalier in Il violinista sul tetto
- Angelo Nicotra in Squadra volante
- Gino La Monica in Macchie solari
- Renato Izzo in La moglie vergine
- Manlio De Angelis in La vergine, il toro e il capricorno
- Pino Colizzi in L'avvocato della mala

## Discografia parziale

### 33 giri
- 1970 – Il delitto del diavolo (colonna sonora) (Ray Lovelock canta le canzoni We love you underground e Swimming, di cui è autore)

### 45 giri
- 1967 – La pazzia/Il cavallo bianco (CBS, 3099; con il Tomas Milian Group)
- 1969 – Solo/Ti strapperò come un fiore (CGD, N 9751)
- 1969 – Home/Lovely love